# Duke of York Archipelago
Duke of York Archipelago är en grupp öar i Kanada.   Den ligger i territoriet Nunavut, i den centrala delen av landet, 3 300 km nordväst om huvudstaden Ottawa.
Arkipelagen består av Akvitlak Islands, Anchor Island, Bate Islands, Black Berry Islands, Hatoayok Island, Hokagon Island, Ivuniryuaq, Kabviukvik Island, Kingak Island, Mangak Island, Nanortut Island, Nanukton Island och Takhoalok Island.